# Melanargia menetriesi
Melanargia menetriesi är en fjärilsart som beskrevs av Wagener 1959 . Melanargia menetriesi ingår i släktet Melanargia och familjen praktfjärilar. Inga underarter finns listade i Catalogue of Life.